# Batalla de La Bruffière
La Batalla de La Bruffière va tenir lloc els dies 3 i 4 de gener de 1796 durant la Segona Guerra de la Revolta de La Vendée.

## Preludi
El desembre de 1795, el general de Vendée François Athanase Charette de La Contrie es trobava en dificultats per enfrontar-se a les columnes republicanes de Lazare Hoche. El 25 de desembre es va informar al Bois des Gâts, prop de Dompierre-sur-Yon. El 28 va ser sorprès per Travot a La Roulière, prop de Poiré-sur-Vie, i les seves tropes van fugir quasi sense lluitar, deixant enrere un comboi de pa.

A principis de gener de 1796, Charette va decidir liderar una expedició cap a Anjou per empènyer el seu rival, Jean-Nicolas Stofflet, a unir-se a ell en la guerra. El 2 de gener va intentar passar discretament entre Vieillevigne i Montaigu, però va ser descobert i va haver de fugir cap al castell de La Preuille, a Saint-Hilaire-de-Loulay. Després es va aturar a La Bruffière, on les seves tropes van passar la nit del 2 al 3 de gener. L'oficial de Vendée Pierre-Suzanne Lucas de La Championnière escriu a les seves memòries: 
| « | "Vam trobar a La Bruffière cases que no havien estat cremades, llars restaurades i aliments de tota mena que ens mancaven absolutament; ens vam creure estar en una terra pacífica i ens vam lliurar amb la màxima seguretat a la dolçor del repòs." | » |

## Forces presents
No es coneixen exactament les forces implicades. Segons l'autor reialista René Bittard des Portes, Charette va comptar amb 500 homes durant aquesta lluita. Els administradors republicans de Sables-d'Olonne van informar que el general de la Vendée va reunir 5.000 homes a Saligny el 7 de desembre.
En el bàndol republicà, Le Bouvier-Desmortiers informa de dues columnes, entre les quals una que surt de Legé, comandada per Travot. Lucas de La Championnière fa esment de tres columnes. L'historiador Lionel Dumarcet esmenta 150 homes que van sortir de Vieillevigne el 3 de gener i 1.500 homes comandats pel general Pierre Raphaël Paillot de Beauregard a Tiffauges el 4 de gener.

## Procés
Els republicans van liderar l'atac a mitja nit i van sorprendre completament els Vendéans que van fugir, Es van concentrar a Tiffauges, uns 5 quilòmetres a l'est, però allà van ser atacats la matinada del 4 de gener per una nova columna manada pel general Beauregard. Aquest assalt va provocar una nova estampida entre les forces de Charette que van fugir cap a Belleville. Segons Lucas de La Championnière: "Mai una derrota ha estat més completa". Charette es va traslladar de nou a Montorgueil, a Poiré-sur-Vie.

## Pèrdues
L'ajudant general Willot afirma que Charette va perdre 200 homes d'infanteria i 40 de cavalleria i que 12 Vendéans van ser fets presoners, inclòs un cap de divisió.

## Conseqüències
Després d'aquesta derrota, Charette va ser abandonat per la majoria dels seus homes. El 4 de gener, l'ajudant general Willot va escriure que "la seva guàrdia vermella muntada es va reduir a 7 homes", El dia 7, va dir a Hoche que només guardava amb ell "50 fidels", Lucas de La Championnière indica a les seves memòries:
| « | "El desànim provocat per tantes derrotes, les divisions que van sorgir entre el cap i els oficials, i entre ells i els emigrants, les sospites formades sobre aquells les intencions dels quals eren les més pures, les proscripcions amb què estaven amenaçats, la pau individual que oferien els republicans a baix preu, va accelerar encara més la destrucció total de l'exèrcit. Totes les parròquies havien fet la seva submissió, un petit nombre d'oficials, genets i desertors encara seguien el General". | » |